# Время в Австралии

Карта часовых поясов в Австралии

Континентальная территория Австралии располагается в трёх часовых поясах: Западное стандартное время (AWST) (UTC+8), Центральное стандартное время (ACST) (UTC+9:30) и Восточное стандартное время (AEST) (UTC+10). Некоторые части страны переходят на летнее время и оказываются в часовых поясах UTC+10:30 и UTC+11
Некоторые острова, принадлежащие Австралии, находятся в других поясах. Кокосовые острова (Килинг) — в UTC+6:30, Лорд-Хау — в UTC+10:30 (летом в UTC+11), Норфолк — в UTC+11:00. Несколько деревень в Западной Австралии (Eucla) пользуются временем UTC+8:45.

## Часовой пояс UTC+8
- Западная Австралия (большая часть штата, кроме крайнего юго-востока)

## Часовой пояс UTC+9:30
- Северная территория (Северная Австралия) (круглый год)
- территория Южная Австралия (вся, апрель-октябрь)
- штат Новый Южный Уэльс (часть, апрель-октябрь):
  - город Брокен-Хилл и весь округ Янковинна (англ. Yancowinna County)

## Часовой пояс UTC+10
- Квинсленд (круглый год)
  - В 1989—1992 годах Квинсленд переходил на летнее время, но переход отменили после референдума.
- Австралийская столичная территория (апрель-октябрь)
- Новый Южный Уэльс (за исключением Broken Hill, в котором используется Центральное стандартное время) (апрель—октябрь)
- Тасмания (апрель-октябрь, переход на летнее время в первый выходной октября вместо последнего)
- Виктория (апрель-октябрь)